# Macrouridae

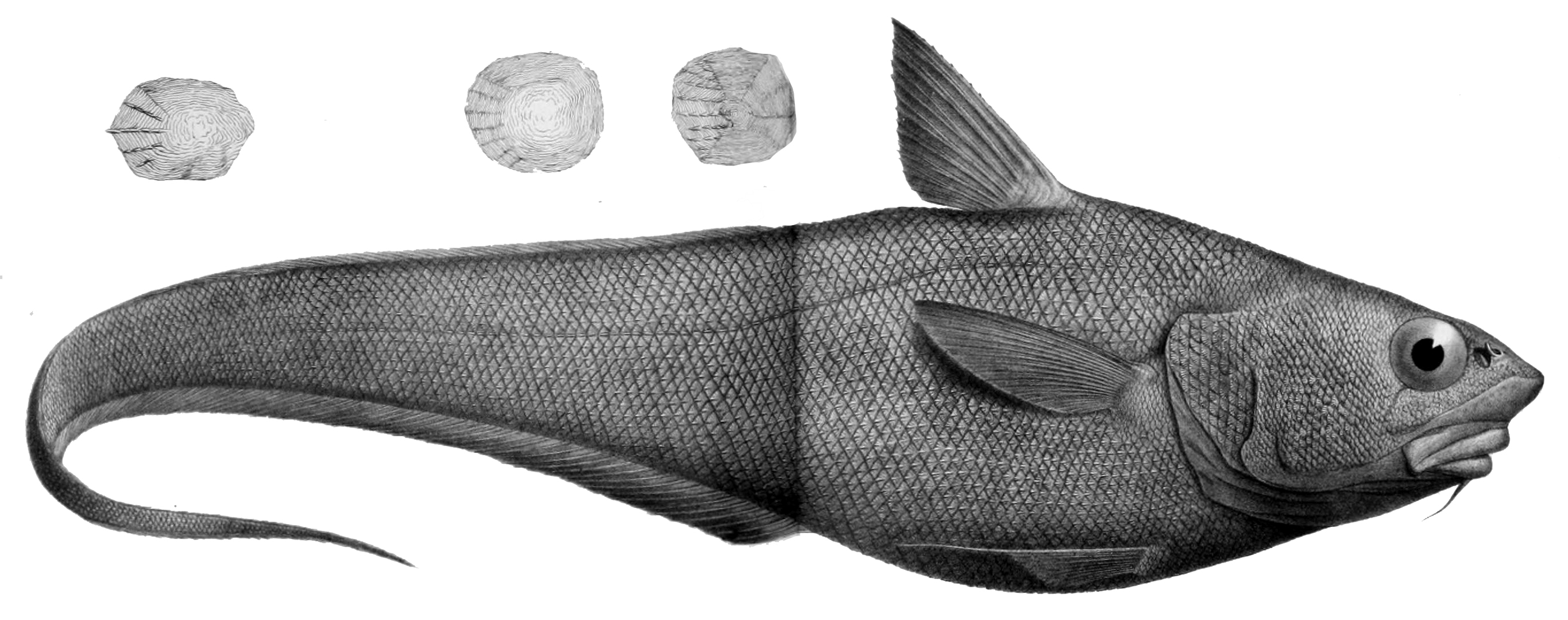
Coryphaenoides armatus

I Macrouridae sono una famiglia di pesci di mare appartenenti all'ordine Gadiformes. Sono genericamente noti come pesci topo in italiano e grenadiers in inglese.

## Distribuzione e habitat
Questi pesci si incontrano in tutti i mari e oceani, in climi freddi, temperati e tropicali. Nel mar Mediterraneo sono presenti almeno 6 specie.
A questa famiglia appartengono alcuni tra i più comuni e caratteristici pesci abissali, sono stati rinvenuti a profondità superiori ai 7000 metri. Popolano fondi fangosi.

## Descrizione
Il nome di pesci topo tradisce una delle principali caratteristiche di questi pesci: la coda molto lunga e sottile priva di pinna caudale all'estremità. Il corpo si ingrossa nella parte anteriore (dove alcune specie hanno una "gobba" prominente) e la testa è grande. In quasi tutte le specie la bocca si apre verso l basso; è presente un corto barbiglio sulla mandibola. In molte specie l'occhio è grande o molto grande. Di solito il muso è prominente ed in alcune specie forma un rostro molto allungato. Le pinne dorsali sono due, la prima breve ed alta e la seconda assai lunga che giunge all'estremo del corpo, così come la pinna anale che è unica.

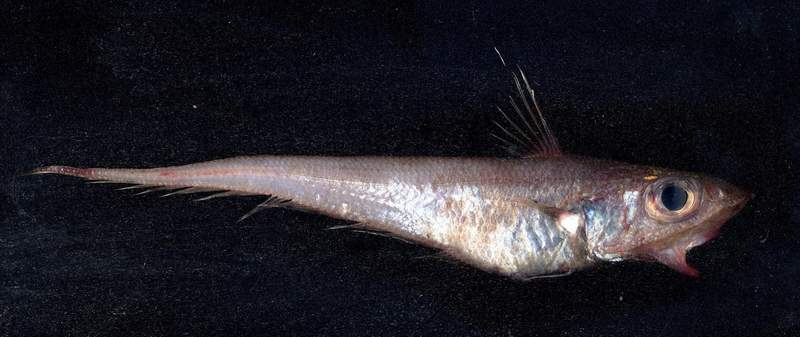
Coelorinchus caelorhincus

Le pinne pettorali sono inserite in corrispondenza o più indietro rispetto alle pinne ventrali. La vescica natatoria in alcune specie è modificata per emettere suoni. Può essere presente un fotoforo ventrale. Di solito non raggiungono grandi dimensioni.

## Alimentazione
Si cibano di invertebrati bentonici e di piccoli pesci. Il cibo viene ricercato smuovendo il sedimento con il rostro e localizzando gli organismi con il barbiglio sensorio.

## Riproduzione
Le uova ed i primi stadi di sviluppo sono pelagici.

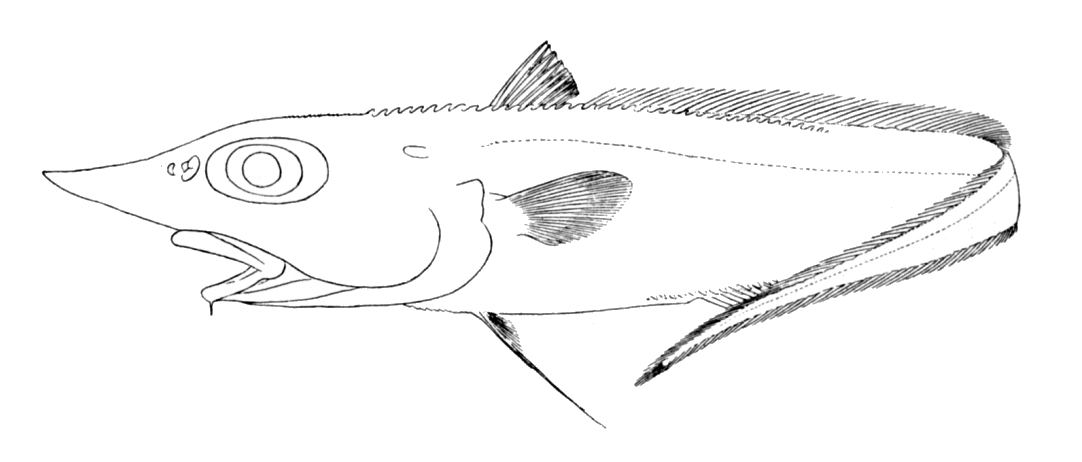
Trachyrhynchus scabrus

## Biologia
Data la difficoltà di accedere ai loro habitat la biologia di molte specie è poco nota o completamente sconosciuta.

## Generi

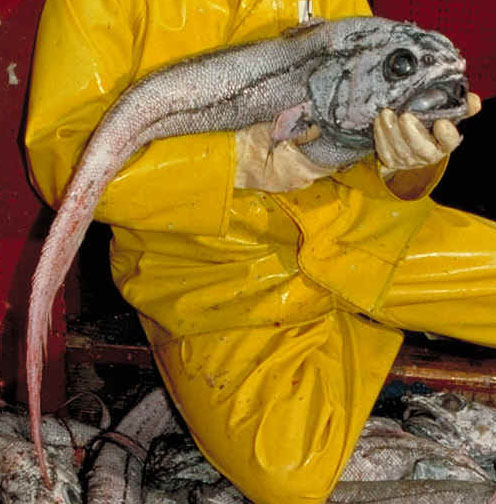
Albatrossia pectoralis

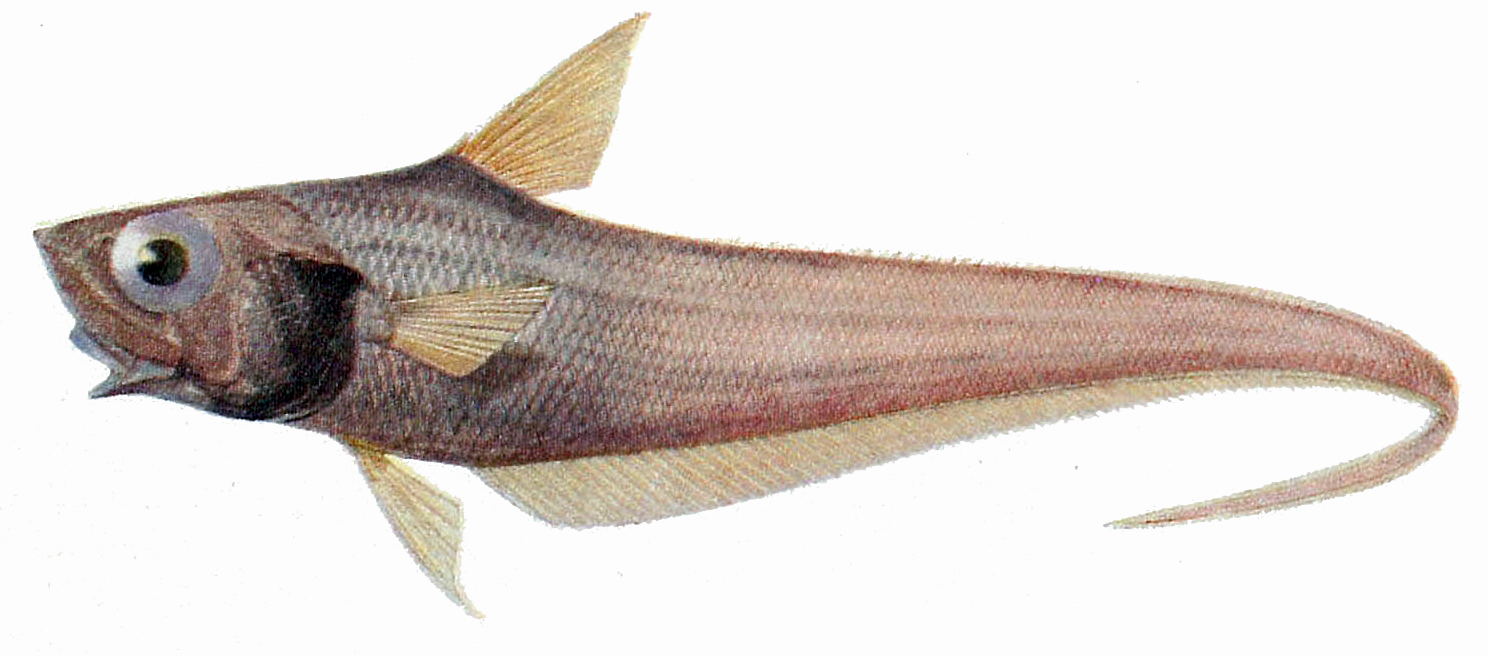
Nezumia aequalis

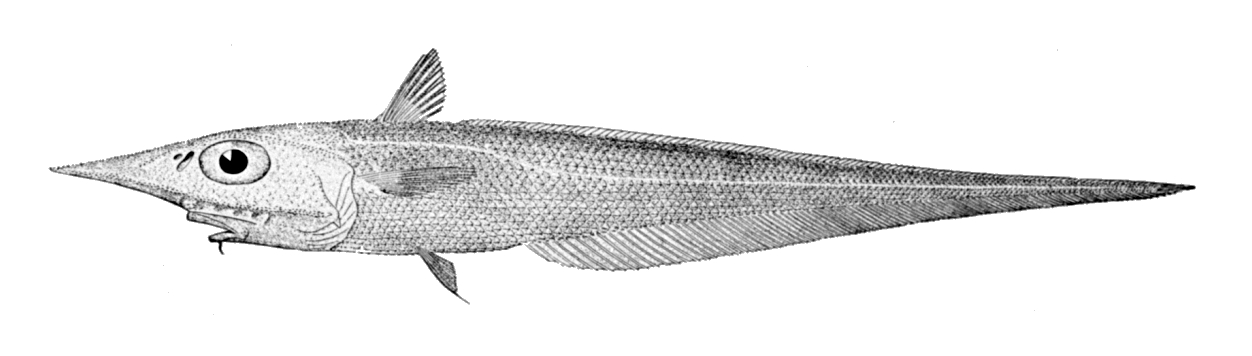
Coelorinchus occa

- Albatrossia
- Asthenomacrurus
- Bathygadus
- Cetonurichthys
- Cetonurus
- Coelorinchus
- Coryphaenoides
- Cynomacrurus
- Echinomacrurus
- Gadomus
- Haplomacrourus
- Hymenocephalus
- Idiolophorhynchus
- Kumba
- Kuronezumia
- Lepidorhynchus
- Lucigadus
- Macrosmia
- Macrouroides
- Macrourus
- Macruroplus
- Malacocephalus
- Mataeocephalus
- Mesobius
- Nezumia
- Odontomacrurus
- Pseudocetonurus
- Pseudonezumia
- Sphagemacrurus
- Squalogadus
- Trachonurus
- Trachyrincus
- Ventrifossa

## Specie mediterranee

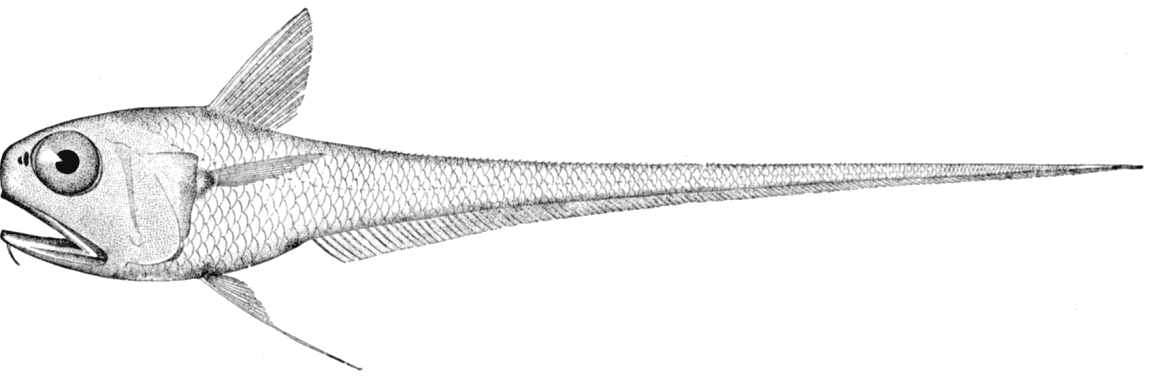
Hymenocephalus italicus

- Nezumia sclerorhynchus
- Coelorinchus caelorhincus
- Coelorinchus occa

- Hymenocephalus italicus
- Coryphaenoides mediterraneus
- Trachyrhynchus scabrus

## Pesca e conservazione
Hanno carni commestibili simili a quelle dei gadidi, la qualità varia a seconda delle specie e in genere non sono particolarmente apprezzati, anche per l'aspetto "esotico" che hanno. In anni recenti è stata iniziata una pesca sistematica ad alcune specie di questa famiglia, con effetti negativi sulla consistenza delle popolazioni di questi pesci, che hanno una riproduzione molto lenta. Si catturano con reti a strascico e palamiti. Nel mar Mediterraneo sono pescati solo occasionalmente e non hanno alcun valore economico.

## Bibliografia

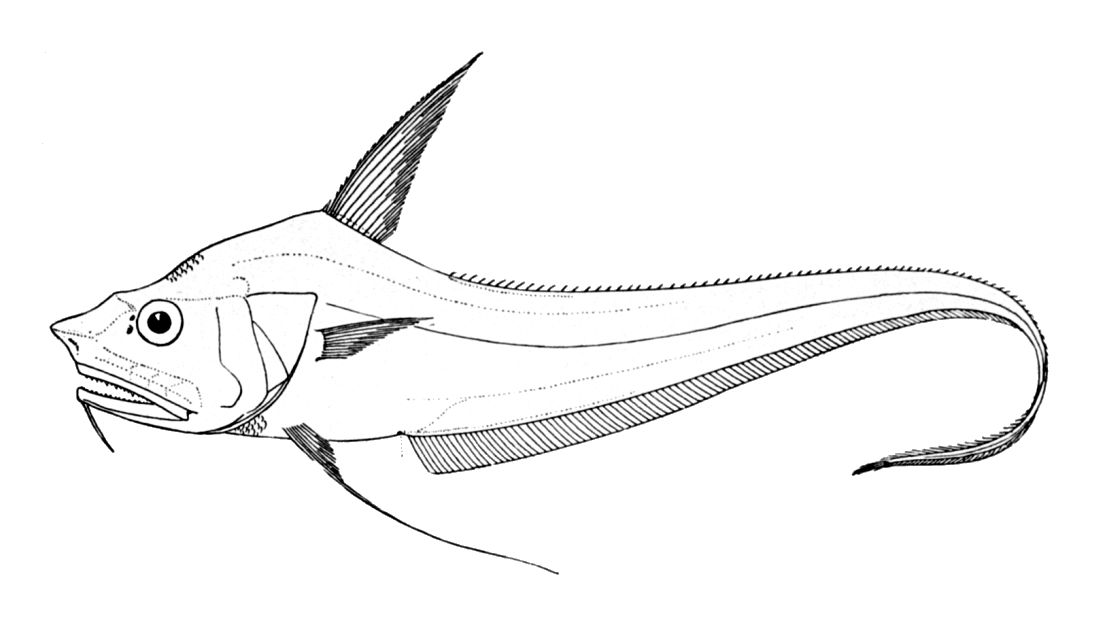
Coryphaenoides mediterraneus